# Daria Kulaguina
Daria Kulaguina –en ruso, Дарья Кулагина– (3 de marzo de 1999) es una deportista rusa, nacionalizada bielorrusa, que compite en natación sincronizada. Ganó tres medallas de oro en los Juegos Europeos de Bakú 2015.

## Palmarés internacional
| Representando a Rusia |                   |                |                   |
| Juegos Europeos       |                   |                |                   |
| Año                   | Lugar             | Medalla        | Prueba            |
| 2015                  | Bakú (Azerbaiyán) | Medalla de oro | Dúo               |
| 2015                  | Bakú (Azerbaiyán) | Medalla de oro | Equipo            |
| 2015                  | Bakú (Azerbaiyán) | Medalla de oro | Combinación libre |